# Poochie
Poochie je fiktivní postava z amerického animovaného seriálu Simpsonovi. Jde o psa, který je součástí seriálu Itchy a Scratchy.
Když se v dílu Představují se Itchy, Scratchy a Poochie vedení televize rozhodlo, že show Itchy a Scratchy potřebuje inovaci, aby si udržela zájem diváků, vymyslelo Poochieho, kresleného psa. Po rozsáhlém konkurzu byl pro hlas Poochieho vybrán Homer Simpson. Jakmile nespokojení diváci zaplavili televizi dopisy, v nichž žádali okamžité odstranění Poochieho, ne-li jeho smrt, rozhodlo se vedení televize postavy zbavit. Homer prosil o další šanci a trval na tom, že Poochie divákům přiroste k srdci; tento argument neměl velkou váhu, dokud herečka, která Itchymu a Scratchymu propůjčila hlas, nevyjádřila svou podporu i Poochiemu. Homer byl však šokován, když se vysílal další kreslený film: obsahoval narychlo animovanou, upravenou část, v níž se uvádělo, že se Poochie rozhodl vrátit na svou „domovskou planetu“ a že cestou tam zemřel.
Od té doby byl Poochie jednou viděn na pohřbu v Itchym a Scratchym v dílu Malá velká máma. Ve Speciálním čarodějnickém dílu 10. řady jezdí na skateboardu po silnici a Scratchy ho přejede autem. Přežije, nicméně z nebe spadne skateboard a zasáhne ho do hlavy. Nadále se objevuje na zboží souvisejícím s Itchym a Scratchym, například na tričkách v dílu Komiksák a chlapeček. Matrix Poochie se objevuje v epizodě Kill Gil – první a druhý díl během pořadu Krusty on Ice a balónek Poochieho se objevuje v Pohřbu nepřítele. Poochie je rovněž součástí videohry The Simpsons Game jako boss v úrovni Grand Theft Scratchy.